# 서울신사초등학교
서울신사초등학교(서울新-初等學校)는 대한민국 서울특별시 은평구 신사동에 있는 공립 초등학교이다.

## 학교 연혁
- 1980년 10월 24일 서울신사국민학교로 개교
- 1996년 3월 2일 서울신사초등학교로 교명 개칭
- 2014년 3월 27학급 편성(566명) 교육복지특별지원학교 운영
- 2024년 3월 19학급 편성(348명) 노후학교 공간재구조화사업 대상학교

## 참고 자료
- 서울신사초등학교 - 한국교육학술정보원 학교알리미